# Поклевский-Козелл, Станислав Альфонсович

Герб, к которому относился род Козелло-Поклевские.

Станисла́в Альфо́нсович Покле́вский-Ко́зелл (рус. дореф. Станиславъ Альфонсовичъ Поклевскій-Козеллъ; 1868, Талицкий завод, Пермская губерния — 1 мая 1937, Бухарест) — русский дипломат; действительный статский советник (1907), камергер (1901). Представитель литовского дворянского рода Козелло-Поклевских.

## Биография
Станислав Альфонсович Поклевский-Козелл родился в 1868 году в селе Талицкий завод Талицкой волости Камышловского уезда Пермской губернии, ныне город Талица — административный центр Талицкого городского округа Свердловской области. Отец — преуспевающий уральский предприниматель Альфонс Фомич Поклевский-Козелл (1809/10—1890).
Немалая часть детства Станислава Поклевского прошла в Талице. Время от времени родители отправляли его в свои имения, разбросанные по территории Белоруссии (родовое имение Быковщина в Ветринской волости Лепельского уезда Витебской губернии и др.)
В 1886 году по окончании привилегированного Императорского Александровского лицея поступил на службу в Министерство иностранных дел, в Департамент личного состава и хозяйственных дел.
По воле Альфонса Фомича Поклевского-Козелл, после его смерти основная часть движимого и недвижимого имущества перешла в собственность Викентия, Ивана и Станислава. В 1890 году братья учредили торговый дом «Наследники А. Ф. Поклевского-Козелл». «В основной капитал этого нашего товарищества поступают все заводы, фабрики, торговые представительства, все рудные и золотые промыслы, а равно все движимое имущество, перешедшее в нашу собственность по наследству, в чем бы оное не оказалось, кроме наличных денег. Все движимое имущество, товары и материалы, вносимое нами в Торговый Дом, оцениваем приблизительно в 120 тыс. руб.; а недвижимые имения, доставшиеся нам по завещанию от умершего отца нашего Альфонса Фомича Поклевского-Козелл и принадлежащее нам на праве собственности в равных частях передаются нами в безвозмездное пользование ныне учреждаемого нами Торгового Дома до тех пор, пока он не прекратит свое существование». Срок действия семейной фирмы братья не устанавливали, но оговаривали, что в течение первых десяти лет никто не имеет права выйти из ее состава. Нарушивший это условие получает 240 тыс. руб. наличными, чем и заканчиваются всякие расчеты. Если один из членов фирмы был бы недоволен ведением дел, то он мог выйти из фирмы с согласованной долей имущества, составляющей 1/3 всего состояния».
В 1890 году уволен из МИД для отбытия воинской службы.
В 1892 году назначен состоять при Канцелярии МИД. С 1892 года — третий, а с 1895 года — второй секретарь канцелярии министерства.
С 1897 по 1901 год — 1-й секретарь российской дипломатической миссии в Токио (Японская империя).
В 1901—1906 годах — 1-й секретарь, а с 1906 по 1909 год — советник императорского посольства в Лондоне. Личный друг и правая рука посла России в Великобритании, графа Александра Константиновича Бенкендорфа. Во время работы в Лондоне также сблизился с представителями высшей английской аристократии. Сыграл значительную роль на ранних этапах подготовки англо-русского соглашения, подписанного в августе 1907 года. Граф Сергей Юльевич Витте в своих воспоминаниях писал о нём как о «фаворите короля Эдуарда и ближайшем друге Извольского и его семейства». За успехи на дипломатическом поприще был удостоен в 1901 году звания камергера. Награждён многими орденами, в том числе орденом Святой Анны I степени (1913).
Почётный попечитель Пермской мужской классической гимназии (с 1907). Почётный мировой судья Шадринского уезда Пермской губернии (1905—1907).
В 1909 году вернулся в центральный аппарат МИД, его кандидатура выдвигалась на пост товарища министра иностранных дел, но не прошла. В том же году был назначен посланником в Тегеране (Возвышенное государство Персия).
В 1913—1915 годах — чрезвычайный посланник и полномочный министр в Бухаресте (Королевство Румыния). Не ранее 1916 года был заменён. Снова назначен на этот пост Временным правительством после Февральской революции.

Из письма военного министра Сухомлинова генералу Янушкевичу 15 февраля 1915 года:
«О Поклевском я говорил с мин. ин. дел, — он и слышать не хочет никаких доводов, говорит, что если уберут Козла, то и он уйдет».
В 1918 году, после Октябрьской революции, работать на большевиков отказался, жил в Румынии, возглавлял миссию в Румынии, сохраняя дипломатический статус, до 1934 года. В 1920—1930 годах был представителем Верховного комиссара по делам беженцев при Лиге Наций (Нансеновского комитета) в Королевстве Румыния, занимался вопросами оказания помощи русским эмигрантам в этой стране.
Станислав Альфонсович Поклевский-Козелл умер 1 мая 1937 года или в 1939 году в городе Бухаресте Королевства Румыния, ныне город — столица Румынии. Есть сведения, что Станислав в 1944 году встречался в Румынии с русским певцом А.Н. Вертинским, то есть что в 1944 году он был жив.

## Награды
Российские
- Орден Святой Анны I степени (1913)
- Орден Святого Станислава I степени (1910)
- Орден Святой Анны II степени (1904)
- Орден Святого Станислава II степени (1899)
- Орден Святой Анны III степени
- Медаль «В память царствования императора Александра III»
- Медаль «В память 300-летия царствования дома Романовых»

Иностранные
- Орден Железной короны III степени (Австро-Венгрия)
- Орден Почётного легиона, кавалер (Франция, 1896)
- Орден Саксен-Эрнестинского дома, командор (1897)
- Орден Льва и Солнца III степени (Персия)
- Орден Восходящего солнца III степени (Япония, 1899)
- Коронационная медаль Эдуарда VII (Великобритания, 1902)
- Королевский Викторианский орден, рыцарь-командор (Великобритания, 1908)
- Орден Льва и Солнца I степени (Персия, 1910)
- Орден Оранских-Нассау I степени (Нидерланды, 1911)
- Орден «Тимсал» (портрет шаха; Персия, 1913)
- Орден Короны, большой крест (Испания, 1914)[Комм. 1]

## Семья

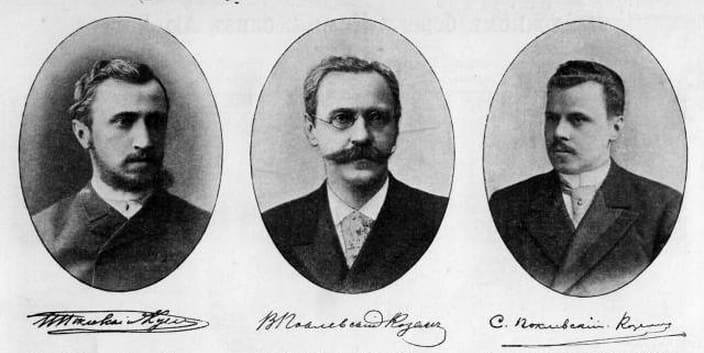
Братья Иван, Викентий и Станислав.

- Отец Альфонс Фомич Поклевский-Козелл (1809/10—28 августа (9 сентября)  1890 года)
- Мать Анжелина Иосифовна (урожд. Рымша, 1830—1901).
- Братья и сестра[14]:
  - Альфонс (1851—1916),
  - Викентий-Станислав (1853—19 августа 1929),
  - Анна-Антонина (1860—5 (18) декабря 1908 года), муж Антон Егорович Ризенкампф (25 апреля (7 мая)  1849 года—13 (26) сентября 1919 года)
  - Иосиф-Казимир (1862—1925),
  - Иван (1864/65—1925)

## Комментарии
1. ↑  В Испании такого ордена не существовало, вероятно в источнике опечатка и имелся в виду орден Короны Румынии (учитывая место службы Поклевского в этот период).